# Ланин, Лестер
Натаниэль Лестер Ланин (26 августа 1907 г. — 27 октября 2004 г.) — американский джаз- и поп- бэнд-лидер. Известен ритмичными аранжировками с характерным темпом, которые были разработаны для непрерывного танца. Карьера Ланина началась в конце 1920-х, и его популярность возросла с появлением эры LP. Начиная с Epic Records в середине 1950-х годов, он записал ряд альбомов для нескольких лейблов, многие из которых попали в американский Billboard 200.

## Биография
Братья Ланина, Сэм и Говард, также были бэнд-лидерами; в их семье было 10 человек (из которых Лестер был самым младшим), родившихся в семье русских еврейских иммигрантов. Первоначально он учился в средней школе Южной Филадельфии, но в возрасте 15 лет бросил её, чтобы заниматься музыкой со своими братьями, отказавшись от своих планов стать адвокатом. Начиная с 1927 года, он возглавлял ансамбли, которым платили за игры в домах богатых светских людей в Филадельфии и Нью-Йорке, Ланин продолжал играть в них до краха фондового рынка в 1929 году.
В 1930 году Ланина пригласили сыграть на гала-концерте для Барбары Хаттон. Это событие привлекло столько прессы в нью-йоркских газетах, что мгновенно сделало Ланина звездой. Он стал главным мировым исполнителем танцевальной музыки. Его приглашали играть по всему миру, для чиновников высочайшего уровня и монархов, в дополнение к постоянному приглашению сыграть на вступительных балах Белого дома от администрации Эйзенхауэра и администрации Картера.
По словам Ланина, одно из его самых запоминающихся выступлений — игра на вечеринке для авангардного рок-музыканта Фрэнка Заппы. Об этом сообщил журнал Billboard в 1974 году
Ланин также играл для других выдающихся музыкантов. На свадьбе Билли Джоэла в 1985 году с Кристи Бринкли. Ланин продолжал выступать вплоть до 1990-х. В 1999 году он сыграл самого себя в черно-белой комедии «Man of the Century», где он был любимым музыкантом главного героя Джонни Твенни.
До последних дней Ланин и его оркестр играли на престижном Международном балу дебютантов в Нью-Йорке. До сих пор оркестр продолжает выступать раз в два года на Международном балу дебютантов. Ланин и его оркестр известны тем, что раздавали «Шляпы Ланина» с логотипом оркестра Лестера Ланина, зрителям и дебютантам на Международном балу дебютантов.
Лестер Ланин умер в возрасте 97 лет в 2004 году.

## Избранная дискография
- Dance to the Music of Lester Lanin (1957) US #7
- Lester Lanin and His Orchestra (1958) US #18
- Cocktail Dancing
- Have Band, Will Travel (1958) US #12
- Lester Lanin at the Tiffany Ball (1958) US #17
- Lester Lanin Goes to College (1958) US #19
- Dancing on the Continent
- Christmas Dance Party
- High Society Volume II (1961)
- The Madison Avenue Beat
- Twistin' in High Society! (1962) US #37
- More Twistin' in High Society
- Dancing Theatre Party (Featuring the Dancing Pianos)
- For Dancing Lester Lanin Play 23 Richard Rodgers Hits (1964)
- 40 Beatles Hits (1966)
- Narrowing the Generation Gap (1969)